# Цілинна сільська рада (Цілинний район, Курганська область)
Ціли́нна сільська рада (рос. Целинный сельский совет) — сільське поселення у складі Цілинного району Курганської області Росії.
Адміністративний центр та єдиний населений пункт — село Цілинне.
Населення сільського поселення становить 5145 осіб (2017; 5076 у 2010, 5847 у 2002).